# Lophochernes bifissus
Lophochernes bifissus är en spindeldjursart som först beskrevs av Simon 1899.  Lophochernes bifissus ingår i släktet Lophochernes och familjen tvåögonklokrypare. Inga underarter finns listade i Catalogue of Life.